# Adriaan van der Meyden
Adriaan van der Meyden est le 5e et 7e gouverneur du Ceylan néerlandais.